# Industrialización por sustitución de importaciones
La Industrialización por sustitución de importaciones (ISI) es un modelo o estrategia que busca fomentar el desarrollo de industrias locales para que produzcan bienes que están siendo importados. Para este propósito, se emplean métodos de política económica tales como los incentivos fiscales y crediticios o la protección comercial.
La ISI es un modelo que busca fomentar el desarrollo de industrias locales para que produzcan bienes que están siendo importados, a través de mecanismos de política económica tales como los incentivos fiscales y crediticios o la protección comercial. La industrialización por sustitución de importación es un modelo económico, adoptado en América Latina y en otros países en desarrollo con posterioridad a la Primera Guerra Mundial y el período de posguerra de la Segunda Guerra Mundial.

## Antecedentes
Según algunos análisis económicos los antecedentes remotos de la sustitución de importaciones están en el mercantilismo europeo de los siglos XVI y XVII que perseguía como objetivo fundamental de su política económica establecer una balanza comercial favorable, bajo la consigna de vender todo lo posible y comprar lo necesario en las relaciones de comercio internacional. Para el cumplimiento de este objetivo, las monarquías europeas de ese tiempo crearon barreras arancelarias como el arancel aduanero del ministro Jean Baptiste Colbert durante el gobierno de Luis XIV en Francia—  a fin de favorecer la acumulación de reservas metálicas. La búsqueda de una balanza comercial favorable, producto del exceso de las exportaciones sobre las importaciones, y una rigurosa protección de la producción local fueron los elementos principales de la política mercantilista.

## Proceso de industrialización
La ISI es un modelo que busca fomentar el desarrollo de industrias locales para que produzcan bienes que están siendo importados, a través de mecanismos de política económica tales como los incentivos fiscales y crediticios o la protección comercial. De esta manera consigue expandir el aparato industrial local con la consecuente disminución del desempleo y el aumento del consumo interno, suponiendo una clara estrategia de crecimiento económico. 
Cuando en una economía sustitutiva se ha generado la demanda de productos manufacturados, y se pueden financiar empresas manufactureras -a partir del excedente generado por el sector primario- a través del ahorro y la exportación, es posible acelerar su desarrollo por medio de la protección con la instrumentación de aranceles y cuotas. Esto es lo que da origen al modelo de ISI. Prácticamente todos los países industrializados y en desarrollo han transitado por un esquema de protección para sus nacientes industrias manufactureras.
Es decir, por una primera etapa de un proceso de sustitución de importaciones con esquemas que aplican aranceles a los productos de consumo que son de importación. Estos productos consisten principalmente en ropa, calzado, enseres domésticos y los insumos tales como textiles, piel y madera, siendo relativamente fácil la sustitución de importaciones.
Al profundizarse el tránsito por esta primera etapa, la producción nacional aumenta en mayor proporción que el consumo, debido a que la producción debe satisfacer no sólo los incrementos en la demanda interna sino también debe sustituir las importaciones, generando un importante ahorro de divisas. La segunda etapa comprende la sustitución de la importación de bienes de consumo intermedios y de bienes de consumo duradero, por bienes de fabricación nacional, lo que requiere una mayor capacidad de capitales, que se han logrado ahorrar en la etapa previa gracias a la sustitución de importaciones, lo cual genera un stock de divisas en el país.

## Modelo en América Latina
La teoría estructuralista de la ISI que se preocupa del crecimiento, la inversión, el empleo y la distribución en el largo plazo, más que de la eficiencia estática como tal, tiene también bases históricas claras. Su raíz explícita está en una interpretación del desarrollo de la economía de América Latina durante la Gran Depresión y la Segunda Guerra Mundial que vivió la experiencia de sustitución de importaciones en las dos décadas previas como un proceso espontáneo de los gobiernos y las empresas para responder al desplome externo (Rodríguez, 1980). Más que una estrategia consciente dirigida a la industrialización y al manejo macroeconómico de la demanda, se entendió que este proceso era resultado de la utilización de la capacidad manufacturera instalada cuando las importaciones disminuyeron.
La política de sustitución de importaciones contribuyó a diversificar la capacidad industrial de la región y a atender con producción interna sus necesidades de bienes de consumo y una parte de los bienes intermedios y de capital. Estuvo acompañada de un proceso de inversión y de transformación productiva y tecnológica. En algunos países la ISI fue más acentuada que en otros. La agricultura, en especial en Argentina, Brasil, y Chile se benefició de la aplicación de modernas tecnologías y formas de producción en el cultivo de la tierra. Mientras que los países de América Central y el Caribe y los andinos se mantuvieron rezagados al no modernizar su agricultura y seguir con el modelo primario-exportador, lo que diferenció por un lado a los países del Cono sur donde alcanzaron notable desarrollo las actividades vinculadas a la energía, las comunicaciones, el transporte y otros servicios, que lograron desarrollar una vigorosa y temprana clase media, con un mercado interno amplio resultado de la ISI, y por otro lado los países andinos y de Centroamérica que continuaron con el modelo primario exportador, sin desarrollar una clase media, caracterizándose por la profunda división de clases entre una pequeña élite y amplios sectores campesinos e indígenas pobres y la concentración de la renta y la riqueza en viejas élites rentistas opuestas a cualquier tipo de innovación tecnológica, política o social. El resultado de estos esfuerzos fue el acelerado crecimiento de América Latina que, en conjunto, alcanzó durante este período y al amparo de la industrialización sustitutiva una tasa media de expansión superior al 5,4% anual, que superó no solamente su ritmo histórico de crecimiento sino también el de otras regiones del mundo, con inclusión de la mayoría de los países industrializados. Solamente el Japón y los exportadores de petróleo registraron índices mayores de crecimiento.

### Contexto histórico
Este modelo económico comenzó a aplicarse a consecuencias de las dificultades de abastecimiento que provocó la Primera Guerra Mundial, aunque su fase más intensa se produjo en el período posterior a la crisis del 29 y hasta la primera mitad de los años 1970 en Latinoamérica. Tuvo especial auge en un período en que los gobiernos latinoamericanos propiciaron una mayor participación del Estado en la economía (años 1940 y años 1950), y con una tendencia desarrollista (años 1960). En algunos países, en la década de 1960, se logra avanzar en la segunda etapa de producción de bienes duraderos, se genera una nueva industria con tecnología moderna e inversión extranjera directa (IED) aunque con cierta dependencia de insumos importados y focalizada al mercado interno.
Como resultado de la crisis de 1929, los países tradicionalmente consumidores de las producciones latinoamericanas implementaron altas tarifas arancelarias -con el fin de proteger e impulsar sus propios sectores primarios- o, simplemente, suspendieron las importaciones. En consecuencia, las exportaciones de bienes primarios de los países periféricos cayeron y en las sociedades latinoamericanas esto provocó la falta de divisas suficientes para mantener el nivel de las importaciones. La repercusión de la Gran Depresión, con un declive económico precipitado de Europa y Estados Unidos, redujo el mercado para sus exportaciones. La demanda internacional de caña de azúcar, metales y carne pasó por una aguda reducción y no se pudieron hallar salidas alternativas para estos productos. La actividad industrial cayó, y por consiguiente se demandaron menos materias primas, lo que hizo que sus precios bajaran drásticamente. Consecuentemente, los países productores de materias primas se encontraron perdiendo valor relativo de sus exportaciones contra sus importaciones y, por consiguiente, se vieron obligados a reducir sus compras de manufacturas y maquinarias, al mismo tiempo que se vieron con serias dificultades para poder cubrir las obligaciones adquiridas anteriormente.

## Consecuencias

### Consecuencias positivas
Algunos de sus logros parciales fueron:
- Aumento del empleo en las sociedades por las industrias a corto plazo.
- Baja dependencia de los mercados extranjeros.
- Nacimiento de nuevos sectores industriales nacionales, en especial pequeñas y medianas empresas.
- Un alto nivel de empleo entre los jefes de familia, el desempleo afecta principalmente a quienes poseen menor calificación.

Por ejemplo en Argentina, los indicadores del mercado de trabajo para el período 1945-75 muestran que había alcanzado cierto grado de madurez que la hacían comparable a los países más desarrollados: elevada tasa de urbanización y empleo formal, alta participación de los asalariados en la población activa, amplia difusión de la escolarización en la población activa, desarrollo del sector servicios, a lo que habría que agregar un buen nivel de remuneraciones y cobertura de seguridad social.

### Consecuencias negativas
Si bien la mayoría de sus críticos reconocen que el modelo de ISI no supuso problemas graves como los que se presentan en otras economías menos desarrolladas, las críticas a esta estrategia tenían varios ejes:
- Eliminación de mecanismos de autorregulación en el mercado
- Aumento del nivel general de precios
- Establecimiento de monopolios y oligopolios estatales

## Aporte del estructuralismo
La teoría estructuralista contemporánea sugería que los desequilibrios fiscales eran en gran medida exógenos, producto de sistemas tributarios históricamente débiles, de las exigencias de financiar el costo del servicio de la deuda la gravedad de esos choques externos. Las teorías modernas del crecimiento endógeno fueron diseñadas para lograr una persistencia del crecimiento a largo plazo.
El cambio tecnológico se considera una fuerza dinámica fundamental en el ISI, las dotaciones de capital y capacidad técnica se construyen como resultado de la acumulación de capital físico y humano,  producto de la acumulación de capitales que antes debían ser utilizados para la importación de productos industriales, la estrategia se complementaba con el impulso de grandes economías de escala que abarataren los costos y permitieren mayor competitividad, para lograr estas economías a escala las empresas debían ser apoyadas desde el Estado que pasaría incluso a jugar un rol clave a través de empresas nacionales.
La apertura de la economía al comercio mundial traía aparejada una dependencia absoluta de la exportación de materias primas e importación de productos industriales, lo que llevaba a frecuentes crisis en la balanza de pagos y a mecanismos de endeudamiento externo para poder ingresar divisas para pagar las importaciones, tras la caída del patrón oro algunos países latinoamericanos que no adoptaron la ISI optaron por realizar las llamadas devaluaciones competitivas para intentar equilibrar la balanza de pagos, lo que trajo aparejado brotes inflacionarios y fuga de capitales más pronunciados.

## Situación por país

### Argentina
Entre las principales medidas económicas que influyeron en el desarrollo industrial, se cuenta la limitación a las importaciones, sobre todo de bienes consumo[cita requerida]. Mientras se protegía a la industria manufacturera de origen privado, se trataba de incrementar las exportaciones con valor industrial como la consecución del proceso de sustitución de importaciones. La tributación se enfocó a propiciar la reinversión de las utilidades, brindar incentivos a las inversiones industriales.

### Chile
A principios del siglo XIX, la economía chilena se basaba principalmente en la exportación de oro. Este era el motor que hacía de Chile un país relativamente desarrollado, aunque también presentaba una pequeña pero avanzada industria manufacturera. Así, cuando el salitre entró en crisis y el sector externo cayó en inestabilidad, colapsando en 1930 después de la Gran Depresión, esta industria fue el motor de una serie de políticas orientadas al desarrollo del mercado interno para lograr la autonomía de las fluctuaciones externas, con una mayor industrialización del país. A partir de ella, la productividad aumentó y varió significativamente gracias a distintos incentivos. Sin embargo, después de un tiempo, la industria chilena sufrió las desventajas de la no especialización productiva y debió modificar el modelo.
Antes de 1929, ya había indicios de transición a una economía más proteccionista. Si bien el “desarrollo hacia adentro” comenzó tempranamente, la industrialización como solución a la crisis se desarrolló durante el segundo gobierno de Arturo Alessandri (1932 - 1938). El ministro de Hacienda Gustavo Ross fue el gran artífice de la recuperación económica. Buscó terminar con el déficit fiscal, controlar la inflación y fomentar la producción. Lo hizo mediante la disminución de los gastos fiscales, la reactivación de algunos sectores económicos y la incrementación de la producción y la capacidad de consumo, bajando impuestos como la tarifa para la internación de insumos para la industria y haciendo repuntar la actividad fabril. Se establecieron impuestos a productos extranjeros que el país también producía, fomentando la industria nacional, y se creó COVENSA, que aseguraba la compra a los productores de salitre.
Durante los gobiernos radicales (1938 - 1952) se creó la CORFO en 1939 para fomentar la producción e industrialización, junto con una elevación de los precios de las exportaciones. Asimismo, se incrementó la Administración Pública mediante la creación de organismos como ENDESA en 1944, ENAP en 1950, CAP en 1950 y el SEAM (Servicio de alquiler de tractores). La CORFO en 1940 también realizó préstamos a empresas como MADEMSA o MADECO.
El modelo ISI, más proteccionista, disminuyó la dependencia económica de las importaciones. Paulatinamente se fue estableciendo un estado de bienestar, dando paso a un Chile industrial y moderno desde la creación de la CORFO. Se siguió fomentando la producción y la industria hasta el inicio de la década de 1950 hasta que comenzaron a hacerse notar las primeras falencias del modelo, durante el fin de los gobiernos radicales.
En el segundo gobierno de Carlos Ibáñez del Campo (1952 - 1958) se optó por dar un giro liberalizador a la economía y frenar la intervención estatal, abriendo la economía al exterior y reduciendo el gasto público, con la misión Klein-Sacks. En 1965 se marcó la tendencia a aumentar las exportaciones no tradicionales, creciendo notablemente. Fue en la década de 1970 que el modelo fue abandonado completamente, instalándose el neoliberalismo.
“El fracaso de la estrategia de industrialización mediante sustitución de importaciones en América Latina y, en particular en Chile, tuvo entre otras causas el excesivo proteccionismo comercial, el bajo crecimiento de la demanda de exportaciones y la ausencia de coordinación económico-estratégica dentro de la región”.

### México
Al finalizar la Revolución Mexicana, en 1920, la tarea del nuevo partido gobernante era la institucionalización de su sistema político y la reestructuración de la economía. Para ello, era necesario mantener en calma a los diferentes grupos populares, entre ellos campesinos e indígenas, una de las tareas fue crear las condiciones de infraestructura suficientes para que dichos grupos crecieran, además de devolver al dominio nacional el petróleo, la minería
y los ferrocarriles que se encontraban en manos de empresarios extranjeros.
Cuando Lázaro Cárdenas llegó a la presidencia, las repercusiones negativas para la economía mexicana de la Gran Depresión se habían superado y para finales de la década de los treinta, se consolidó el proyecto nacionalista, derrumbándose el llamado modelo de “enclave”, basado en la extracción compulsiva de productos minerales o hidrocarburiferos como el petróleo. Se instrumentaron diversas políticas y reformas que tenían como objetivo primordial impulsar el desarrollo económico y político del país. Estas políticas y reformas abarcaron las reformas agrarias y la nacionalización de la industria petrolera y ferroviaria, aunado a la participación del Estado como un agente activo y promotor del cambio y el desarrollo económico. Se inició un programa de construcción de carreteras y de irrigación y se organizó al sistema bancario el crecimiento anual del PIB se quintuplicó con relación al quinquenio anterior, siendo de 5.8% y el percápita de 4.2%.
Se pasó de un modelo de “enclave” a un modelo de crecimiento hacia adentro que demandaba una infraestructura económica y la creación de instituciones que permitirían viabilizar un modelo de ISI. La política económica se dirigió a eliminar el control extranjero y a impulsar el sector agrícola, para disminuir la vulnerabilidad externa a la que estaba sujeta la economía nacional. La política cardenista se basó en implementar un modelo económico que tenía como objetivo alcanzar el crecimiento hacia el mercado interno mediante una eficiente sustitución de importaciones. Esto implicó desarrollar la demanda interna, realizar una reforma agraria e impulsar la industria nacional. Se fundó la Comisión Federal de Electricidad, el Banco Nacional de Comercio Exterior y el Banco Agrícola, y se refuncionalizó Nacional Financiera para dedicarla al refaccionamiento de capital para la industria, se nacionalizaron los ferrocarriles y el petróleo.
A finales de la década del 40, el sector manufacturero comenzó a ser el más dinámico de la economía mexicana, gracias a las políticas económicas instrumentadas, que ofrecieron mejores niveles de rentabilidad y crecimiento, sobrepasando a los demás sectores.
En el período 1952-1958 se continuó con los subsidios, las exenciones y la protección directa a las actividades e instituciones. Entre 1960 y 1970, en un contexto de crecimiento y estabilidad económica, la industria de transformación vive su etapa de crecimiento; la industria manufacturera crece un 8.8%, tasa superior a la del conjunto de la economía, 7%, incrementando su participación
relativa en el PIB.

### Uruguay
La sustitución se desarrolló en Uruguay durante la era de las exportaciones, a mediados de la década del treinta y se mantuvo hasta entrada la década de 1950. Se dio como parte de la política industrializada que generó la bonanza de Uruguay hasta tal punto que fue apodada «la Suiza de América». Auspiciada desde el gobierno de Gabriel Terra mantuvo el crecimiento en virtud de la mejora del consumo interno y el alza de las exportaciones hacia Europa y Estados Unidos.
El motor de la economía de Uruguay era el sector exportador. En torno al cambio de siglo —1900— los principales bienes que exportaba Uruguay fueron la lana con un 42 % del porcentaje total y en segundo lugar la carne congelada con un 24 %. Con los acontecimientos bélicos de sus socios comerciales, Uruguay perdía parte de su demanda de productos del exterior y ello se reflejaba en un retroceso en el crecimiento.
Fruto de la dependencia del capital extranjero, la industrialización que resultó de las sustituciones encontró un escollo en su desarrollo. En este sentido, uno de los problemas fue que dependía en un 100% del capital que provenía del exterior y por ello la mayor parte de los beneficios que se obtenían volvían a salir sin dar rentabilidad a la industria nacional. Por ello, el crecimiento y la evolución el crecimiento se vieron mermados, puesto que la salida del capital contrarrestaba la inversión nacional.
La sustitución de importaciones vio su fin en el contexto de la guerra de Corea (1950-1953). En 1950 llegan las ideas en Latinoamérica de dejar de ser economías basadas en el sector primario para pasar a producir ellos mismos las manufacturas que hasta el momento habían importado o industrializado por sustitución de importaciones. En Uruguay, por su limitada expansión geográfica y la restricción que esto suponía para desarrollar un mercado interno potente, las medidas de industrialización tuvieron menor repercusión que en los países vecinos.
En esta década, el Gobierno Central tomó partido e impulsó numerosas empresas y se intentó importar más bienes de capital que de otro tipo para el cambio de sistema económico. Pero, como se ha comentado, para Uruguay no está nada claro que las medidas sustitutivas tuvieran la suficiente importancia como para que se diese un cambio de modelo productivo. En cambio, el déficit público que se iniciaría aquí tendría consecuencias más adelante.
La agitación política y social de principios del sesenta tampoco ayudó para el despegue de la economía.

### Perú
La industrialización por sustitución en Perú vino de la mano del presidente Manuel Prado Ugarteche, quien fomentó la siderurgia en la década de 1940, debido a los problemas de abastecimiento surgidos durante la Segunda Guerra Mundial. Aunque el país dependía económicamente de los sectores agroexportadores y mineros, la aparición de la industria manufacturera generó rechazo entre ciertas élites tradicionales. La presión de estas élites, que consideraban que la producción nacional era cara, de baja calidad y socialmente injusta en comparación con las importaciones, obstaculizó la política de industrialización por sustitución durante varios años.
El ministro de Economía, Pedro Beltrán, fue el encargado de promover la industria y promulgó la Ley de Promoción Industrial (Ley 13270). Esta ley establecía exenciones fiscales para bienes de primera necesidad y fomentaba la producción local de materias primas, sobre todo las procedentes de fuera de Lima. La ley se elaboró en 1955 y se presentó al Congreso al año siguiente. Prado Ugarteche la promulgó en 1959.
Con la llegada de Fernando Belaúnde Terry, los intereses industriales fueron priorizados aún más mediante políticas económicas que impulsaron el crecimiento de la demanda interna, fundamentalmente mediante el aumento de los salarios.
El modelo de industrialización por sustitución fue dado de baja en la década de 1990, cuando Alberto Fujimori lo cambió a uno neoliberal con la ayuda de Hernando de Soto e inspirado en Chile, el cual llevó a la reducción del número de empresas en el país.